# عبد الله القحطاني (لاعب كرة قدم مواليد 1999)
عبد الله إبراهيم القحطاني لاعب كرة قدم سعودي و يلعب كلاعب وسط و يلعب حالياً مع نادي الفيصلي السعودي.

## مسيرة اللاعب
لعب سابقاً في نادي أبها و انتقل إلى نادي الفيصلي مطلع عام 2019 و أعير إلى نادي أبها مطلع عام 2020 و أعير مرة أخرى إلى نادي أبها مطلع عام 2021 لمدة موسم.

## روابط خارجية
- عبد الله القحطاني على موقع Soccerway.com (الإنجليزية)
- عبد الله القحطاني على موقع كووورة